# 特雷塞尔
特雷塞尔（法語：Tresserre，法語發音：[tʁɛsɛʁ] ⓘ）是法国东比利牛斯省的一个市镇，属于佩皮尼昂区。

## 地理
特雷塞尔（42°33'46"N, 2°49'48"E）面积11.21 平方千米，位于法国奧克西塔尼大區东比利牛斯省，该省份为法国大陆部分最南部的省份，涵盖了北加泰罗尼亚，北起奥德省，西接阿列日省和安道尔，南与西班牙接壤，东临地中海。
与特雷塞尔接壤的市镇（或旧市镇、城区）包括：帕萨、维勒莫拉克、巴纽尔斯-代尔萨斯普尔、蒙泰斯基厄代阿尔贝雷、勒布卢。

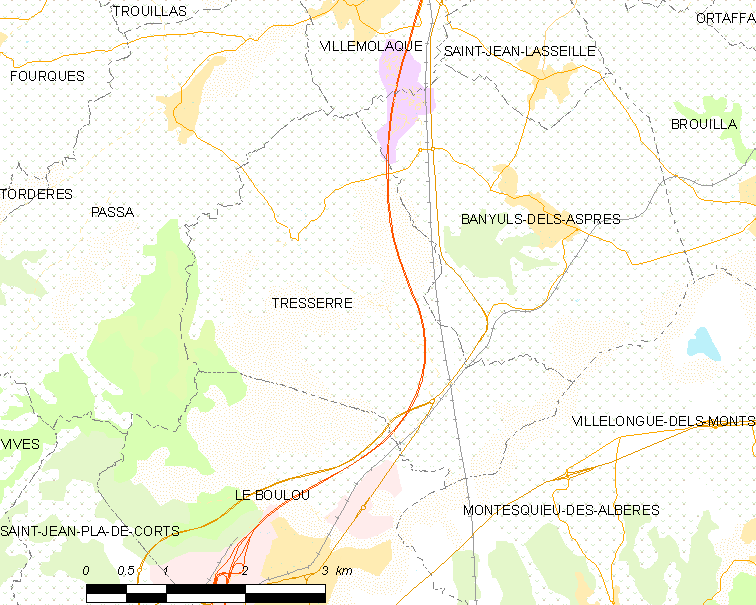
特雷塞尔的OSM定位图

特雷塞尔的时区为UTC+01:00、UTC+02:00（夏令时）。

## 行政
特雷塞尔的邮政编码为66300，INSEE市镇编码为66214。

## 政治
特雷塞尔所属的省级选区为莱萨斯普尔县。

## 人口

1962-2008年间特雷塞尔人口变化图示

特雷塞尔于2022年1月1日时的人口数量为1171人。